# دوري جزر كوك لكرة القدم 1991
دوري جزر كوك لكرة القدم 1991 (بالإنجليزية: 1991 Cook Islands Round Cup)‏ هو موسم من دوري جزر كوك لكرة القدم. فاز فيه Avatiu F.C. ‏.